# Limassolla knighti
Limassolla knighti är en insektsart som beskrevs av Irena Dworakowska 1972. Limassolla knighti ingår i släktet Limassolla och familjen dvärgstritar.
Artens utbredningsområde är Papua Nya Guinea. Inga underarter finns listade i Catalogue of Life.